# V (album của Maroon 5)
V (số La Mã biểu thị cho số 5) là album phòng thu thứ năm của ban nhạc người Mỹ Maroon 5, phát hành ngày 29 tháng 8 năm 2014 bởi 222 Records và Interscope Records. Đây cũng là album đầu tiên của ban nhạc ra mắt dưới sự phân phối của Interscope, sau khi hãng đĩa trước của họ A&M Octone Records giải thể. Đĩa nhạc cũng chứng kiến sự trở lại của thành viên Jesse Carmichael, người đã không tham gia vào quá trình thu âm, lưu diễn và quảng bá cho album phòng thu trước Overexposed (2012), và cũng là album đầu tiên của Maroon 5 với đội hình sáu thành viên. V là một bản thu âm pop kết hợp với pop rock và electro, một phong cách ban nhạc đã theo đuổi từ đĩa đơn năm 2011 "Moves Like Jagger", trong đó giọng ca chính của họ Adam Levine tham gia đồng sáng tác trong tất cả bản nhạc. Ngoài ra, Maroon 5 cũng hợp tác với một loạt nhà sản xuất khác nhau, bao gồm những cộng tác viên quen thuộc như Jason Evigan, Shellback, Ryan Tedder, Benny Blanco và Noel Zancanella.
V có sự tham gia góp giọng của Gwen Stefani, bên cạnh bản hát lại "Sex and Candy" của Marcy Playground và bài hát được Levine thể hiện cho bộ phim năm 2013 Begin Again là "Lost Stars" trong phiên bản cao cấp của album. Sau khi phát hành, đĩa nhạc nhận được những phản ứng trái chiều từ các nhà phê bình âm nhạc, những người đánh giá cao tính bắt tai và dễ tiếp cận của những bản nhạc, nhưng cũng vấp phải nhiều chỉ trích bởi khâu sản xuất quá rập khuôn và công thức. Tuy nhiên, V vẫn gặt hái những thành công lớn về mặt thương mại, đứng đầu bảng xếp hạng tại Canada và lọt vào top 10 ở nhiều quốc gia khác, bao gồm vươn đến top 5 ở những thị trường lớn như Úc, Đan Mạch, Ý, Nhật Bản, Tây Ban Nha, Thụy Điển, Thụy Sĩ và Vương quốc Anh. Đĩa nhạc ra mắt ở vị trí số một trên bảng xếp hạng Billboard 200 tại Hoa Kỳ với 164,000 bản, trở thành album quán quân thứ hai của Maroon 5 và là tác phẩm đầu tiên của họ kể từ album phòng thu thứ hai It Won't Be Soon Before Long (2007) đạt được thành tích trên.
Năm đĩa đơn đã được phát hành từ V. Hai đĩa đơn đầu tiên "Maps" và "Animals" đều lọt vào top 10 ở nhiều thị trường lớn và trên bảng xếp hạng Billboard Hot 100 tại Hoa Kỳ. "Sugar" trở thành đĩa đơn thành công nhất từ album, vươn đến top 10 ở hơn 24 quốc gia và là một trong những đĩa đơn bán chạy nhất thế giới trong năm 2015, đồng thời được đề cử giải Grammy cho Trình diễn song tấu hoặc nhóm nhạc giọng pop xuất sắc nhất tại lễ trao giải thường niên lần thứ 58. Hai đĩa đơn còn lại "This Summer's Gonna Hurt like a Motherfucker" trích từ phiên bản tái phát hành của đĩa nhạc, và "Feelings" cũng gặt hái những thành tích tương đối trên toàn cầu. Để quảng bá cho V, Maroon 5 trình diễn trên nhiều chương trình truyền hình và lễ trao giải lớn, như The Ellen DeGeneres Show, Jimmy Kimmel Live!, Saturday Night Live, Today, The Voice và giải Video âm nhạc của MTV năm 2014, cũng như thực hiện chuyến lưu diễn Maroon V Tour (2015-18) với 137 đêm diễn và đi qua năm châu lục.

## Danh sách bài hát
| V – Phiên bản tiêu chuẩn | V – Phiên bản tiêu chuẩn                      | V – Phiên bản tiêu chuẩn                                                            | V – Phiên bản tiêu chuẩn                                                          | V – Phiên bản tiêu chuẩn |
| STT                      | Nhan đề                                       | Sáng tác                                                                            | Sản xuất                                                                          | Thời lượng               |
| ------------------------ | --------------------------------------------- | ----------------------------------------------------------------------------------- | --------------------------------------------------------------------------------- | ------------------------ |
| 1.                       | "Maps"                                        | Adam Levine Ryan Tedder Benjamin Levin Ammar Malik Noel Zancanella                  | Benny Blanco Tedder Zancanella Noah Passovoy [a]                                  | 3:09                     |
| 2.                       | "Animals"                                     | Levine Shellback Levin                                                              | Shellback                                                                         | 3:51                     |
| 3.                       | "It Was Always You"                           | Levine Sam Martin Jason Evigan Marcus Lomax Jordan Johnson Stefan Johnson           | Evigan The Monsters and the Strangerz S. Johnson [b] Martin [b] Isaiah Tejada [b] | 4:00                     |
| 4.                       | "Unkiss Me"                                   | Levine Johan Carlsson Ross Golan                                                    | Carlsson Passovoy [b]                                                             | 3:58                     |
| 5.                       | "Sugar"                                       | Levine Joshua Coleman Lukasz Gottwald Jacob Kasher Hindlin Mike Posner Henry Walter | Ammo Cirkut                                                                       | 3:55                     |
| 6.                       | "Leaving California"                          | Levine Levin Nate Ruess Malik Tor Erik Hermansen Mikkel Storleer Eriksen            | Blanco Stargate Passovoy [a]                                                      | 3:23                     |
| 7.                       | "In Your Pocket"                              | Levine Shellback T. Jimson M. Flygare                                               | Shellback Astma & Rocwell                                                         | 3:39                     |
| 8.                       | "New Love"                                    | Levine Tedder Zancanella                                                            | Tedder Zancanella                                                                 | 3:16                     |
| 9.                       | "Coming Back for You"                         | Levine Martin Evigan Lomax J. Johnson S. Johnson                                    | Evigan The Monsters and the Strangerz S. Johnson [b] Martin [b] Tejada [b]        | 3:37                     |
| 10.                      | "Feelings"                                    | Levine Shellback Oscar Görres                                                       | Shellback OzGo                                                                    | 3:14                     |
| 11.                      | "My Heart Is Open" (hợp tác với Gwen Stefani) | Levine Levin Sia Furler Rodney Jerkins Andre Lindal                                 | Blanco Darkchild Lindal Levine                                                    | 3:57                     |
| Tổng thời lượng:         | Tổng thời lượng:                              | Tổng thời lượng:                                                                    | Tổng thời lượng:                                                                  | 40:10                    |

| V – Phiên bản cao cấp | V – Phiên bản cao cấp | V – Phiên bản cao cấp                                          | V – Phiên bản cao cấp | V – Phiên bản cao cấp |
| STT                   | Nhan đề               | Sáng tác                                                       | Sản xuất              | Thời lượng            |
| --------------------- | --------------------- | -------------------------------------------------------------- | --------------------- | --------------------- |
| 12.                   | "Shoot Love"          | Levine Levin Malik Shellback Paul Epworth                      | Shellback Epworth [a] | 3:10                  |
| 13.                   | "Sex and Candy"       | John Wozniak                                                   |                       | 4:25                  |
| 14.                   | "Lost Stars"          | Gregg Alexander Danielle Brisebois Nick Lashley Nick Southwood |                       | 4:27                  |
| Tổng thời lượng:      | Tổng thời lượng:      | Tổng thời lượng:                                               | Tổng thời lượng:      | 52:12                 |

| V – Phiên bản tái phát hành | V – Phiên bản tái phát hành                          | V – Phiên bản tái phát hành | V – Phiên bản tái phát hành |
| STT                         | Nhan đề                                              | Sáng tác                    | Thời lượng                  |
| --------------------------- | ---------------------------------------------------- | --------------------------- | --------------------------- |
| 12.                         | "This Summer's Gonna Hurt like a Motherfucker" ([c]) | Levine Shellback            | 3:44                        |
| Tổng thời lượng:            | Tổng thời lượng:                                     | Tổng thời lượng:            | 43:54                       |

| V – Phiên bản cao cấp trên Spotify (bản nhạc bổ sung) | V – Phiên bản cao cấp trên Spotify (bản nhạc bổ sung) | V – Phiên bản cao cấp trên Spotify (bản nhạc bổ sung) | V – Phiên bản cao cấp trên Spotify (bản nhạc bổ sung) | V – Phiên bản cao cấp trên Spotify (bản nhạc bổ sung) |
| STT                                                   | Nhan đề                                               | Sáng tác                                              | Sản xuất                                              | Thời lượng                                            |
| ----------------------------------------------------- | ----------------------------------------------------- | ----------------------------------------------------- | ----------------------------------------------------- | ----------------------------------------------------- |
| 15.                                                   | "Maps" (Reflex Remix; hợp tác với Big Sean)           | Levine Levin Tedder Malik Zancanella Sean Anderson    | Blanco Tedder Zancanella Passovoy [a] DJ Reflex [d]   | 3:53                                                  |

| V – Phiên bản ZinePak giới hạn và tại Nhật Bản (bản nhạc bổ sung) | V – Phiên bản ZinePak giới hạn và tại Nhật Bản (bản nhạc bổ sung) | V – Phiên bản ZinePak giới hạn và tại Nhật Bản (bản nhạc bổ sung) | V – Phiên bản ZinePak giới hạn và tại Nhật Bản (bản nhạc bổ sung) | V – Phiên bản ZinePak giới hạn và tại Nhật Bản (bản nhạc bổ sung) |
| STT                                                               | Nhan đề                                                           | Sáng tác                                                          | Sản xuất                                                          | Thời lượng                                                        |
| ----------------------------------------------------------------- | ----------------------------------------------------------------- | ----------------------------------------------------------------- | ----------------------------------------------------------------- | ----------------------------------------------------------------- |
| 15.                                                               | "Maps" (Slaptop Remix)                                            | Levine Levin Tedder Malik Zancanella                              | Blanco Tedder Zancanella Passovoy [a] Slaptop [d]                 | 4:02                                                              |
| 16.                                                               | "Maps" (Reflex Remix; hợp tác với Big Sean)                       | Levine Levin Tedder Malik Zancanella Anderson                     | Blanco Tedder Zancanella Passovoy [a] DJ Reflex [d]               | 3:51                                                              |
| Tổng thời lượng:                                                  | Tổng thời lượng:                                                  | Tổng thời lượng:                                                  | Tổng thời lượng:                                                  | 60:05                                                             |

| V – Phiên bản tại Nhật Bản (DVD kèm theo) | V – Phiên bản tại Nhật Bản (DVD kèm theo) | V – Phiên bản tại Nhật Bản (DVD kèm theo) |
| STT                                       | Nhan đề                                   | Thời lượng                                |
| ----------------------------------------- | ----------------------------------------- | ----------------------------------------- |
| 1.                                        | "International EPK" (phỏng vấn)           |                                           |
| 2.                                        | "Lost Stars" (acoustic trực tiếp)         |                                           |
| 3.                                        | "Maps" (video ca nhạc)                    |                                           |
| 4.                                        | "Maps" (hậu trường)                       |                                           |

| V – Phiên bản giới hạn tại Mexico (DVD kèm theo) | V – Phiên bản giới hạn tại Mexico (DVD kèm theo) | V – Phiên bản giới hạn tại Mexico (DVD kèm theo) |
| STT                                              | Nhan đề                                          | Thời lượng                                       |
| ------------------------------------------------ | ------------------------------------------------ | ------------------------------------------------ |
| 1.                                               | "Maps" (video ca nhạc)                           | 3:29                                             |
| 2.                                               | "Animals" (video ca nhạc)                        | 4:41                                             |
| 3.                                               | "Lost Stars" (acoustic; video ca nhạc)           | 4:35                                             |
| 4.                                               | "Sugar" (video ca nhạc)                          | 5:02                                             |
| 5.                                               | "This Summer" (video ca nhạc)                    | 5:27                                             |

| V – Phiên bản đặc biệt tại Nhật Bản (bản nhạc bổ sung) | V – Phiên bản đặc biệt tại Nhật Bản (bản nhạc bổ sung) | V – Phiên bản đặc biệt tại Nhật Bản (bản nhạc bổ sung) |
| STT                                                    | Nhan đề                                                | Thời lượng                                             |
| ------------------------------------------------------ | ------------------------------------------------------ | ------------------------------------------------------ |
| 15.                                                    | "This Summer"                                          | 3:45                                                   |
| 16.                                                    | "Maps" (Slaptop remix)                                 | 4:03                                                   |
| 17.                                                    | "Animals" (Gryffin remix)                              | 5:18                                                   |
| 18.                                                    | "Sugar" (remix; hợp tác với Nicki Minaj)               | 3:54                                                   |

| V – Phiên bản mở rộng và Tour giới hạn tại Châu Á (bản nhạc bổ sung) | V – Phiên bản mở rộng và Tour giới hạn tại Châu Á (bản nhạc bổ sung) | V – Phiên bản mở rộng và Tour giới hạn tại Châu Á (bản nhạc bổ sung) |
| STT                                                                  | Nhan đề                                                              | Thời lượng                                                           |
| -------------------------------------------------------------------- | -------------------------------------------------------------------- | -------------------------------------------------------------------- |
| 16.                                                                  | "Maps" (Rumba Whoa remix; hợp tác với J Balvin)                      | 4:15                                                                 |
| 17.                                                                  | "Maps" (Slaptop remix)                                               | 4:02                                                                 |
| 18.                                                                  | "Animals" (Danny Olson remix)                                        | 4:58                                                                 |
| 19.                                                                  | "Animals" (Gryffin remix)                                            | 5:18                                                                 |
| 20.                                                                  | "Sugar" (remix; hợp tác với Nicki Minaj)                             | 3:55                                                                 |

Ghi chú
- ^[a]  nghĩa là sản xuất bổ sung
- ^[b]  nghĩa là sản xuất giọng hát
- ^[c]  nghĩa là "This Summer's Gonna Hurt like a Motherfucker" hoặc "This Summer" tại một số quốc gia
- ^[d]  nghĩa là người phối lại

## Xếp hạng
| Bảng xếp hạng (2014)                     | Vị trí cao nhất |
| ---------------------------------------- | --------------- |
| Album Úc (ARIA)                          | 4               |
| Album Áo (Ö3 Austria)                    | 10              |
| Album Bỉ (Ultratop Vlaanderen)           | 12              |
| Album Bỉ (Ultratop Wallonie)             | 7               |
| Album Canada (Billboard)                 | 1               |
| Album Trung Quốc (Sino Chart)            | 2               |
| Album Quốc tế Croatia (HDU)              | 4               |
| Album Cộng hòa Séc (ČNS IFPI)            | 40              |
| Album Đan Mạch (Hitlisten)               | 3               |
| Album Hà Lan (Album Top 100)             | 11              |
| Album Phần Lan (Suomen virallinen lista) | 6               |
| Album Pháp (SNEP)                        | 6               |
| Album Đức (Offizielle Top 100)           | 6               |
| Album Hy Lạp (IFPI)                      | 11              |
| Album Hungaria (MAHASZ)                  | 12              |
| Album Ấn Độ (IMI)                        | 1               |
| Album Ireland (IRMA)                     | 7               |
| Album Ý (FIMI)                           | 2               |
| Album Nhật Bản (Oricon)                  | 4               |
| Album Mexico (AMPROFON)                  | 5               |
| Album New Zealand (RMNZ)                 | 11              |
| Album Na Uy (VG-lista)                   | 4               |
| Album Ba Lan (ZPAV)                      | 43              |
| Album Bồ Đào Nha (AFP)                   | 12              |
| Album Scotland (OCC)                     | 5               |
| Album Hàn Quốc (Circle)                  | 6               |
| Album Hàn Quốc Quốc tế (Circle)          | 2               |
| Album Tây Ban Nha (PROMUSICAE)           | 4               |
| Album Thụy Điển (Sverigetopplistan)      | 5               |
| Album Thụy Sĩ (Schweizer Hitparade)      | 2               |
| Album Anh Quốc (OCC)                     | 4               |
| Album Hoa Kỳ Billboard 200               | 1               |

| Bảng xếp hạng (2014)                            | Vị trí |
| ----------------------------------------------- | ------ |
| Album Bỉ (Ultratop Wallonia)                    | 132    |
| Album Canada (Billboard)                        | 21     |
| Album Đan Mạch (Hitlisten)                      | 62     |
| Album Pháp (SNEP)                               | 114    |
| Album Nhật Bản (Oricon)                         | 62     |
| Album Mexico (AMPROFON)                         | 43     |
| Album Hàn Quốc Quốc tế (Circle) Bản cao cấp     | 18     |
| Album Hàn Quốc Quốc tế (Circle) Bản tiêu chuẩn  | 32     |
| Album Thụy Điển (Sverigetopplistan)             | 40     |
| Hoa Kỳ Billboard 200                            | 35     |
| Bảng xếp hạng (2015)                            | Vị trí |
| Album Úc (ARIA)                                 | 55     |
| Album Canada (Billboard)                        | 25     |
| Album Đan Mạch (Hitlisten)                      | 13     |
| Album Pháp (SNEP)                               | 85     |
| Album Nhật Bản (Billboard Japan)                | 71     |
| Album Mexico (AMPROFON)                         | 16     |
| Album New Zealand (RMNZ)                        | 25     |
| Album Hàn Quốc Quốc tế (Circle) Bản cao cấp     | 20     |
| Album Hàn Quốc Quốc tế (Circle) Bản Tour Châu Á | 27     |
| Album Hàn Quốc Quốc tế (Circle) Bản tiêu chuẩn  | 38     |
| Album Tây Ban Nha (PROMUSICAE)                  | 51     |
| Album Thụy Điển (Sverigetopplistan)             | 20     |
| Album Anh Quốc (OCC)                            | 47     |
| Hoa Kỳ Billboard 200                            | 6      |
| Bảng xếp hạng (2016)                            | Vị trí |
| Hoa Kỳ Billboard 200                            | 113    |

| Bảng xếp hạng (2010–2019) | Vị trí |
| ------------------------- | ------ |
| Hoa Kỳ Billboard 200      | 58     |

## Chứng nhận
| Quốc gia | Chứng nhận   | Số đơn vị/doanh số chứng nhận |
| --- | ------------ | ----------------------------- |
| Úc (ARIA) | Bạch kim     | 70.000‡                       |
| Áo (IFPI Áo) | Bạch kim     | 15.000*                       |
| Brasil (Pro-Música Brasil) Bản cao cấp | 2× Kim cương | 320.000‡                      |
| Brasil (Pro-Música Brasil) | 2× Kim cương | 320.000‡                      |
| Canada (Music Canada) | 3× Bạch kim  | 240.000‡                      |
| Đan Mạch (IFPI Đan Mạch) | 2× Bạch kim  | 40.000‡                       |
| Pháp (SNEP) | Vàng         | 50.000*                       |
| Đức (BVMI) | Vàng         | 100.000‡                      |
| Ý (FIMI) | Bạch kim     | 50.000‡                       |
| Nhật Bản (RIAJ) | Vàng         | 100.000^                      |
| México (AMPROFON) | Kim cương    | 300.000^                      |
| New Zealand (RMNZ) | 3× Bạch kim  | 45.000‡                       |
| Ba Lan (ZPAV) | Bạch kim     | 20.000‡                       |
| Singapore (RIAS) | 2× Bạch kim  | 20.000*                       |
| Thụy Điển (GLF) | Bạch kim     | 40.000‡                       |
| Anh Quốc (BPI) | Bạch kim     | 300.000‡                      |
| Hoa Kỳ (RIAA) | 3× Bạch kim  | 3.000.000‡                    |
| * Chứng nhận dựa theo doanh số tiêu thụ. ^ Chứng nhận dựa theo doanh số nhập hàng. ‡ Chứng nhận dựa theo doanh số tiêu thụ và phát trực tuyến. |              |                               |

## Lịch sử phát hành
| Khu vực     | Ngày             | Định dạng      | Phiên bản          | Hãng đĩa       | Ct.                  |
| ----------- | ---------------- | -------------- | ------------------ | -------------- | -------------------- |
| Đức         | 29 tháng 8, 2014 | CD tải nhạc số | Tiêu chuẩn cao cấp | 222 Interscope | [ 76 ] [ 77 ]        |
| New Zealand | 29 tháng 8, 2014 | CD tải nhạc số | Tiêu chuẩn cao cấp | 222 Interscope |                      |
| Hàn Quốc    | 1 tháng 9, 2014  | CD tải nhạc số | Tiêu chuẩn cao cấp | Universal      | [ 78 ]               |
| Hoa Kỳ      | 2 tháng 9, 2014  | CD tải nhạc số | Tiêu chuẩn cao cấp | 222 Interscope | [ 79 ] [ 80 ] [ 81 ] |
| Trung Quốc  | 1 tháng 11, 2014 | CD tải nhạc số | Tiêu chuẩn         | Universal      |                      |
| Nhiều       | 15 tháng 5, 2015 | CD tải nhạc số | Tái bản cao cấp    | 222 Interscope |                      |
| Úc          | 14 tháng 8, 2015 | CD tải nhạc số | Mở rộng            | 222 Interscope | [ 82 ]               |